# Pile

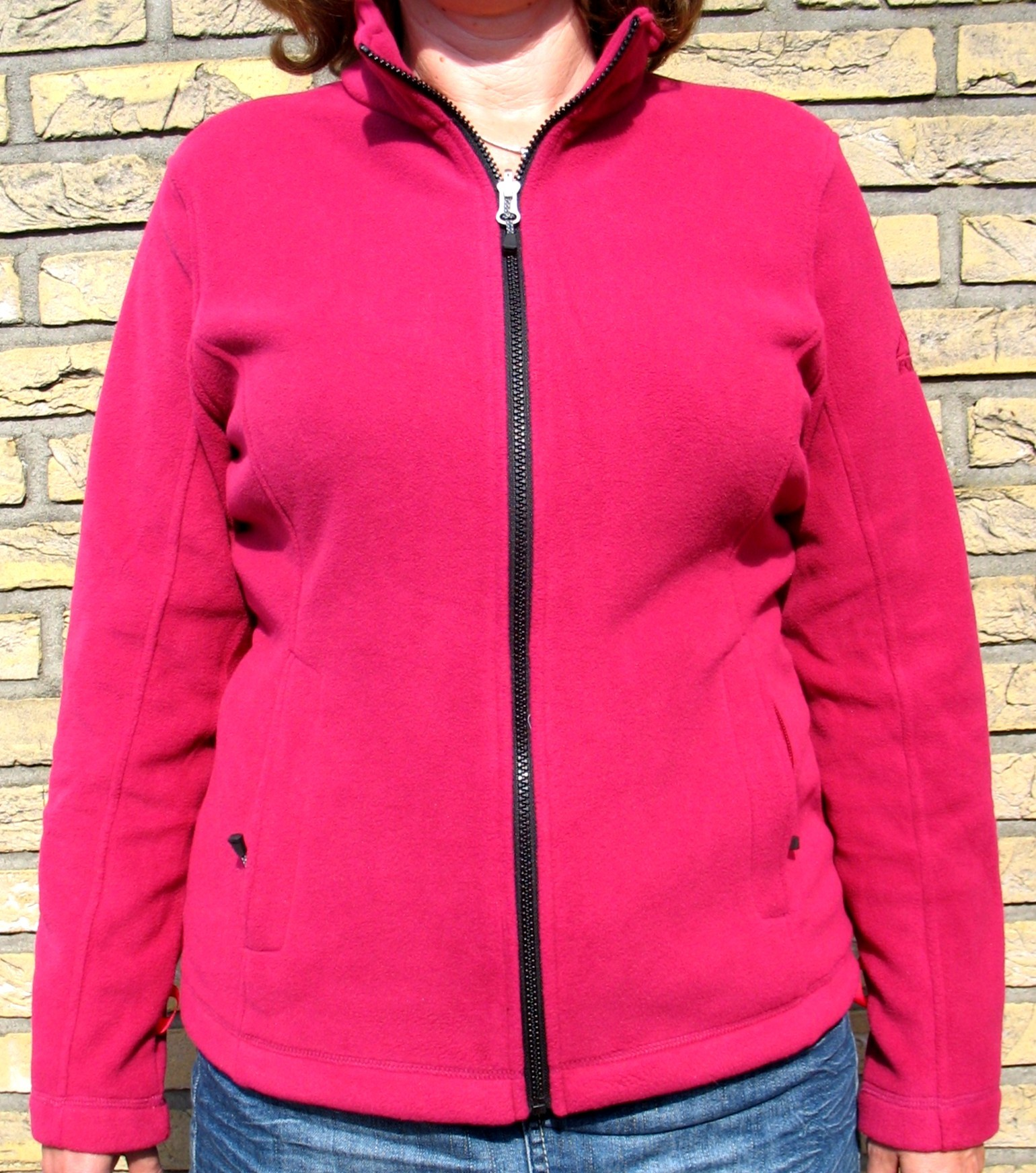
Maglia di Pile (Fleece)

Il pile è un tessuto sintetico a maglia morbida fatto di poliestere.

## Storia
Il pile venne creato nel 1979 dalla messa a punto di una fibra sintetica, ricavata dal poliestere, da parte dalla ditta statunitense Malden Mills, che depositò il marchio con il nome "Polartec" assieme alla consociata Patagonia. Venne messo a punto un materiale chiamato Synchilla, parola macedonia derivata da "syntetic" e "Chinchilla" (cincillà sintetico). La stessa società, dal 2007, ha cambiato nome in "Polartec LLC. Malden Mills". L'amministratore delegato Aaron Feuerstein decise di non brevettare la fibra, permettendo un uso planetario senza restrizioni.
Malden Mills registrò il marchio "PolarFleece" al United States Patent and Trademark Office il 6 ottobre 1981.

## Caratteristiche
Oltre al poliestere, possono essere aggiunte altre fibre, come poliammide, acrilico ed elastane. Il pile non è propriamente un tessuto, è ottenuto con una particolare lavorazione a maglia che lo rende voluminoso e soffice.
Rispetto ai tessuti in lana presenta molte caratteristiche positive:
- Molto caldo
- Lavabile in lavatrice
- Irrestringibile
- Ingualcibile
- Economico

Per contro alcune negative:
- Non ferma il vento e la pioggia
- Durante il lavaggio rilascia microplastiche inquinanti nell'acqua di scarico

Il grado di isolamento termico del pile è definito da un numero: polartec 100 per indumenti intimi o molto leggeri; polartec 200 è la fibra standard, con cui si producono la maggior parte dei capi in commercio; polartec 300 adatto alla realizzazione di capi tecnici per temperature molto basse.
Usato inizialmente per l'abbigliamento sportivo per la sua praticità, si è velocemente diffuso in tutti i campi della moda.
In pile non vengono confezionati soltanto capi di abbigliamento, ma anche plaid che, date le caratteristiche del materiale, sono molto apprezzati perché molto leggeri, morbidi e caldi.

## Problemi ambientali
Nonostante alcuni ritengano che il pile sia un materiale ecologico in quanto derivato da plastica riciclata, esso è caratterizzato da un impatto ambientale non nullo in quanto durante la fase di lavaggio rilascia microparticelle di plastica nell'acqua di scarico che si riversano nei fiumi e mari entrando nella catena alimentare.
Pone gli stessi problemi di fine vita dei prodotti plastici.